# Bech (Luksemburg)
Bech − gmina (gemeng / commune / Gemeinde) w środkowym Luksemburgu, w kantonie Echternach. Do 3 października 2015 gmina leżała w dystrykcie Grevenmacher. Siedziba administracyjna gminy znajduje się w miejscowości Bech.

## Podział administracyjny
Do gminy należą 13 miejscowości, w tym jedenaście (Uertschaft) oraz dwa lieu-dit:
1. Altrier (Altréier)
2. Bech
3. Blumenthal (Blummendall)
4. Geyershof (Geieschhaff)
5. Graulinster (Grolënster)
6. Hemstal (Hemstel)
7. Hersberg (Heeschbreg)
8. Kobenbour (Kuebebuer)
9. Kreuzenhoecht (Kräizenhéicht), lieu-dit
10. Marscherwald
11. Rippig (Rippeg)
12. Zittig (Zëtteg)
13. Zittig-Moulin (Zëtteger Millen / Zittiger Mühle), lieu-dit